# Gina Aitken
Gina Aitken (Paisley, 17 de noviembre de 1993) es una deportista británica que compite por Escocia en curling. Ganó una medalla de bronce en el Campeonato Europeo de Curling Femenino de 2022.

## Palmarés internacional
| Representando a Escocia |                    |                   |        |
| Campeonato Europeo      |                    |                   |        |
| Año                     | Lugar              | Medalla           | Prueba |
| 2022                    | Östersund (Suecia) | Medalla de bronce | Equipo |